# Госвинта
Госвинта или Гоисвинта (на латински: Goswintha, Goiswintha, Gonsuinthe; 530 – 589) e кралица на вестготите в Испания 551 – 589 г.
Омъжва се за Атанагилд, крал на вестготите в Испания от 551 или 555 до 567 г.
Майка е на кралиците на франките Брунхилда (* 543; † 613) и Галсвинта (* 550; † 567). Тя е арианка.
След смъртта на Атанагилд († 567 г. в Толедо) тя се омъжва за краля на вестготите, вдовеца Леовигилд († април/май 586 в Толедо), който е баща от първия му брак с Теодосия на Херменегилд и Рекаред I.